# Premio Honorífico del Consejo Noruego de las Artes
El Premio Honorífico del Consejo Noruego de las Artes (en noruego: Norsk kulturråds ærespris) es otorgado anualmente por el Consejo Noruego de las Artes. El premio se otorga anualmente a una persona que haya hecho una contribución significativa al arte y la cultura noruegos. El comité del premio no solicita nominaciones y la decisión sobre el premio se toma en una reunión cerrada. Tradicionalmente, no se anuncia la base de decisión para el premio.
El premio es monetario (en 2005, 500,000 coronas). Desde el trigésimo aniversario del Consejo en diciembre de 1994, también se ha otorgado una estatuilla de león en bronce creada por la escultora Elena Engelsen.

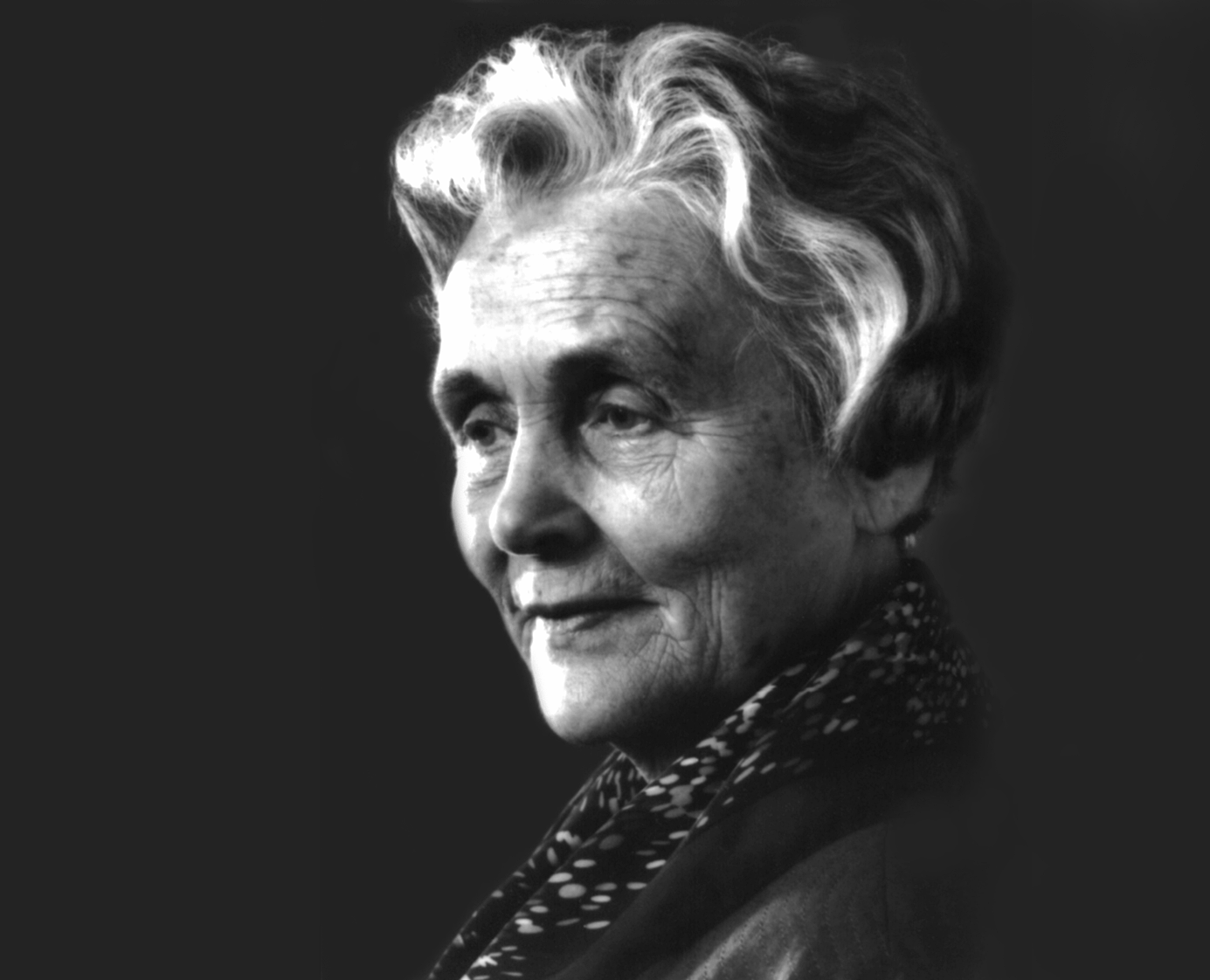
Halldis Moren Vesaas, 1982

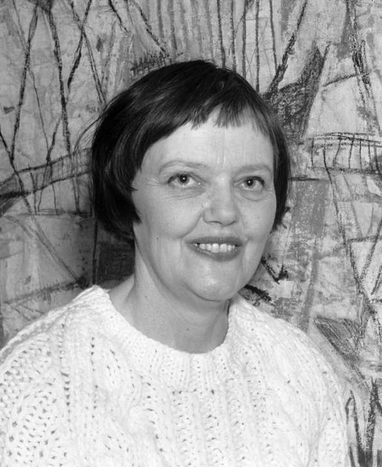
Synnøve Anker Aurdal, 1991

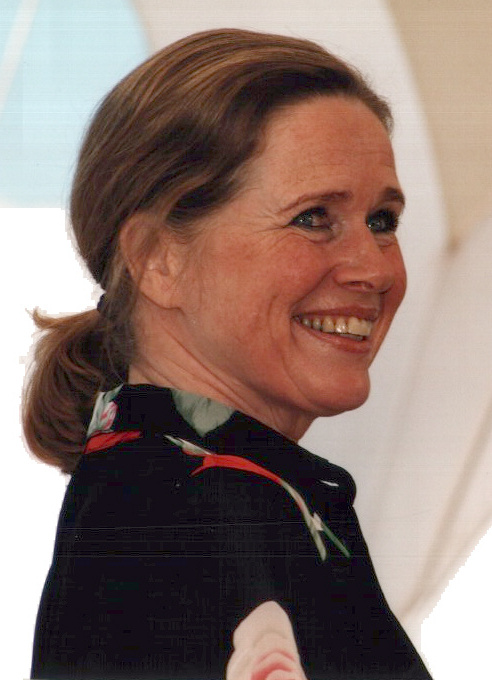
Liv Ullmann, 1997

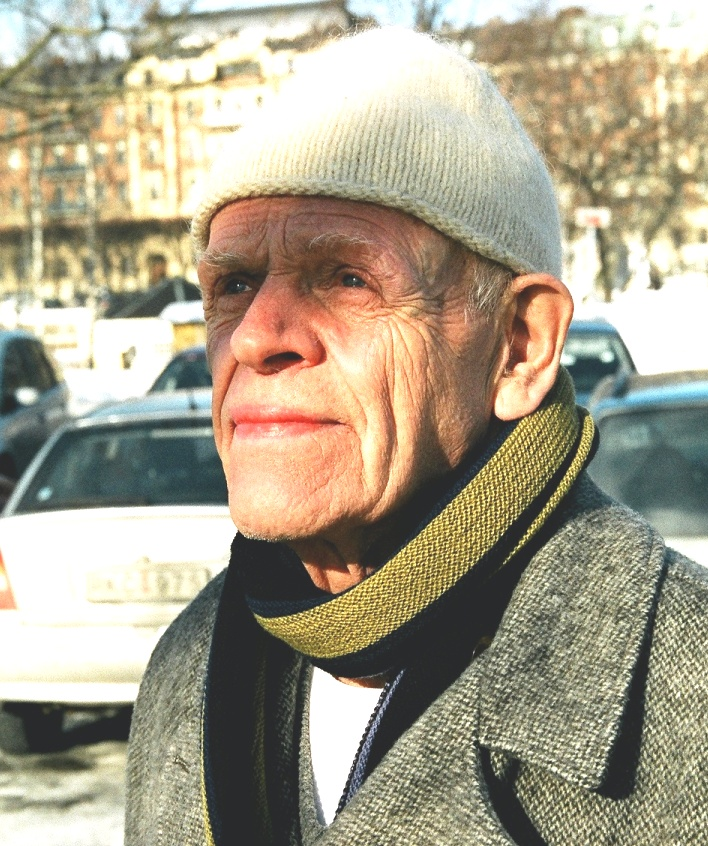
Kjartan Slettemark, 2001

## Galardonados
- 1968 – Frits von der Lippe
- 1969 – Hans Peter L'Orange, profesor de arqueología
- 1970 – Alf Prøysen, escritor y cantante
- 1971 – Alf Rolfsen, pintor
- 1972 – Klaus Egge, compositor
- 1973 – Hans Heiberg, escritor
- 1974 – Hans Jonas Henriksen, defensor del idioma sami
- 1975 – Ingeborg Refling Hagen, escritora
- 1976 – Sigbjørn Bernhoft Osa, músico folklórico
- 1977 – Ella Hval, actriz
- 1978 – Olav Dalgard, director de cine y crítico
- 1979 – Harald Sæverud, compositor
- 1980 – Sonja Hagemann
- 1981 – Erling Stordahl
- 1982 – Halldis Moren Vesaas, escritora
- 1983 – Sigmund Skard, profesor de literatura
- 1984 – Helge Sivertsen, político
- 1985 – Lars Brandstrup, galerista
- 1986 – Helge Ingstad, aventurero
- 1987 – Nils Johan Rud, escritor y editor de revistas
- 1988 – Arne Skouen, director de cine
- 1989 – Espen Skjønberg, actor
- 1990 – Arne Nordheim, compositor
- 1991 – Synnøve Anker Aurdal, artista textil
- 1992 – Iver Jåks, artista
- 1993 – Erik Bye, cantante
- 1994 – Anne-Cath. Vestly, autora de libros infantiles
- 1995 – Ole Henrik Moe, galerista, pianista
- 1996 – Arve Tellefsen, violinista
- 1997 – Liv Ullmann, actriz
- 1998 – Sverre Fehn, arquitecto
- 1999 – Finn Carling, escritor
- 2000 – Anne Brown, cantante
- 2001 – Kjartan Slettemark, artista
- 2002 – Edith Roger, productora
- 2003 – Jon Fosse, escritor y dramaturgo
- 2004 – Jan Garbarek, saxofonista, compositor.[2]
- 2005 – Agnes Buen Garnås, música folklórica.[3]
- 2006 – Bruno Oldani, diseñador gráfico.[4]
- 2007 – Jon Eikemo, actor.[4]
- 2008 – Solveig Kringlebotn, cantante de ópera.
- 2009 – Mari Boine, cantante.
- 2010 – Tor Åge Bringsværd, autor.
- 2011 – Inger Sitter, artista.
- 2012 – Soon-Mi Chung y Stephan Barratt-Due, violinistas.[5]
- 2013 – Anne Borg, bailarina.[6]
- 2014 – Jan Erik Vold, poeta.[7]
- 2015 – Artscape Nordland.[8]

- 2016 – Forsvarets musikk.
- 2017 – Miloud Guiderk, impresario.[9]
- 2018 – Synnøve Persen, poet og billedkunstner.[10]
- 2019 – Therese Bjørneboe, forfatter.[11]
- 2020 – Cliff Moustache, dramatiker, regissør, kun.stnerisk leder ved Nordic Black Theatre.[12]
- 2021 – Karin Krog, jazzmusiker og -sanger.[13]
- 2022 – Sørsamiske språkarbeidere, representert ved museet Saemien Sijte.[14]
- 2023 – Elias Akselsen.